# Энгельбрехт, Дезире-Эмиль
Дезире-Эмиль Энгельбрехт (фр. Désiré-Émile Inghelbrecht; 17 сентября 1880, Париж — 14 февраля 1965, там же) — французский дирижёр и композитор. Дирижировал театральными и симфоническими оркестрами Парижа, выступал за рубежом, пропагандировал современную французскую музыку. Является одним из основателей Национального оркестра Французского радио и его первым дирижёром в 1934—1944 годах.

## Биография и творчество
Родился в семье, имеющей франко-бельгийские и английские корни, а также музыкальные традиции. Так, его отец был альтистом в оркестре Парижской оперы. Музыкальное образование получил в Парижской консерватории, где учился по классу Антуана Тоду (гармония), по окончании которой работал оркестровым музыкантом (скрипачом) в коллективах Парижа. В качестве дирижёра дебютировал в «Театре искусств» в 1908 году. Дирижировал как симфоническими, так и театральными оркестрами Парижа. Руководил оркестром Театра Елисейских Полей, основанного в 1913 году и получившего известность благодаря многим значительным музыкально-сценическим премьерам и артистическим дебютам. В 1913 году дирижировал премьерой на французском языке оперы М. П. Мусоргского «Борис Годунов». А. В. Луначарский по поводу этого представления писал: «Энгельбрехт вёл оркестр поистине замечательно — тщательно в звуковом отношении и с огромным драматическим подъёмом. Это было отнюдь не хуже, чем у русских!».
В 1920—1923 гг. дирижировал оркестром труппы «Шведского балета» в Париже. В 1924—1925 и 1932—1933 гг. работал музыкальным директором театра «Опера комик», в 1927 — театра «Гранд-Опера». В 1928—1932 гг. был дирижёром концертов Ассоциации концертов Падлу.

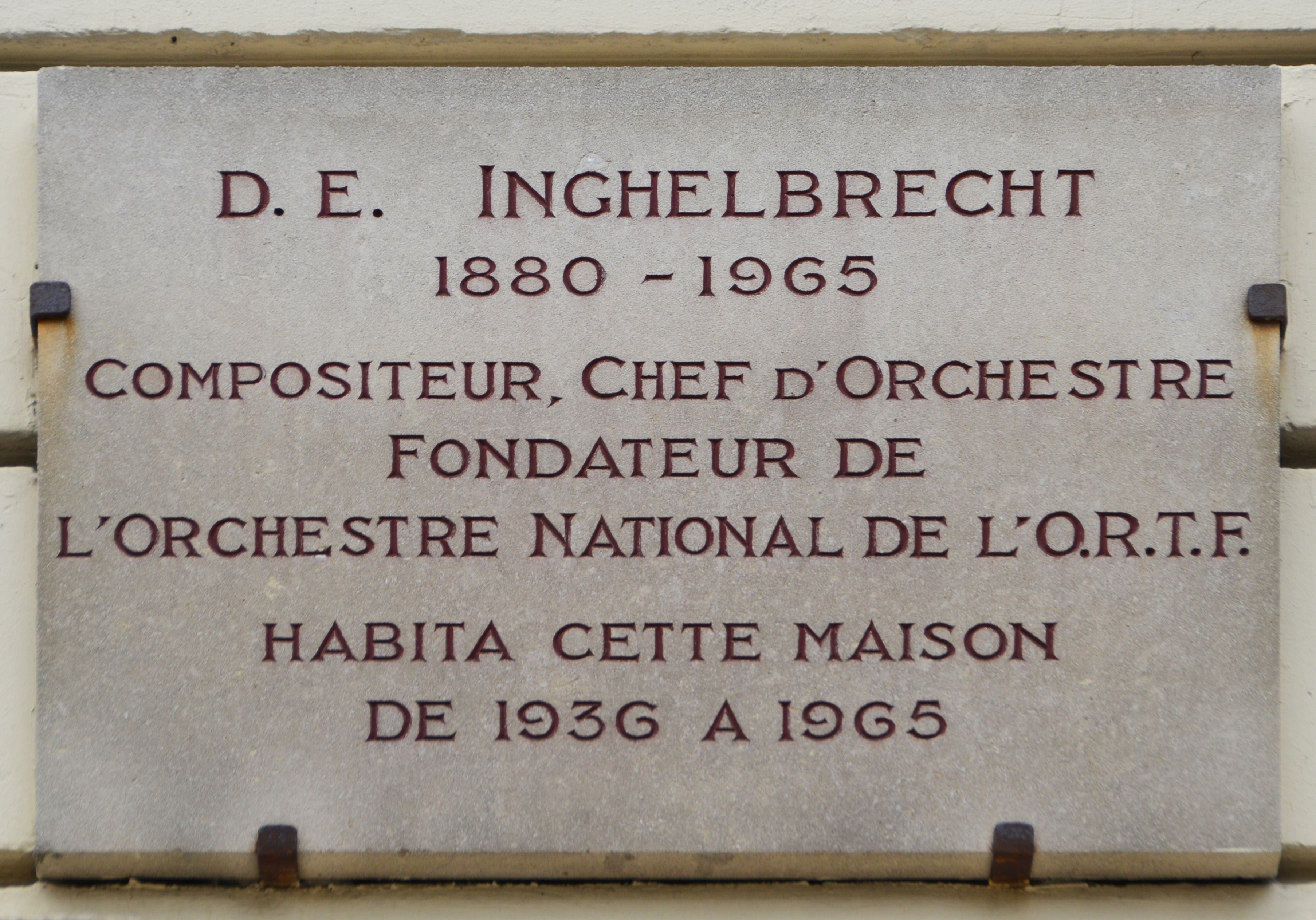
Мемориальная доска на доме, где музыкант проживал с 1936 года

Пропагандировал творчество современных французских композиторов (Г. Форе, А. Русселя, Ф. Шмитта, М. Равеля). В июне 1921 года дирижировал премьерой балета Дариюса Мийо «Человек и его желание» и представлением коллективного сочинения французской «Шестерки» — эксцентричного балета «Новобрачные на Эйфелевой башне». По воспоминаниям Мийо, дирижёр в целом неодобрительно относился к музыке «Шестёрки», которая среди прочих отвергала музыкальную эстетику и последователей Клода Дебюсси, почитателем которого был Энгельбрехт, и выделял среди этой группы композиторов только Артюра Онеггера:
Нельзя сказать, что и мой контакт с ним был очень тёплым. Однажды, когда я вежливо попросил его немного изменить нюансы, он мне весьма грубо ответил: „Не вам мне указывать“. Но несмотря на этот инцидент, я не испытывал особого беспокойства, зная его неподкупную артистическую честность, а также то, что он безукоризненно проведёт мой балет. И я не ошибся...
Наиболее известен как пропагандист и популяризатор творчества Клода Дебюсси, с которым поддерживал дружеские и творческие связи. Был хормейстером постановки его музыкальной мистерии «Мученичество святого Себастьяна» в 1911 году. В мае 1913 года Дебюсси в качестве музыкального критика писал про его оркестр в Театре Елисейских Полей:
С очаровательной смелостью г-н Д.-Е. Энгельбрехт окружил себя сотрудниками, проникнутыми чувством долга. В таком случае, поскольку всё налажено, хоры поют точно... Мы знаем, что дирижёр оркестра, полный энтузиазма, и хоры, умело тренированные, не должны были бы рассматриваться как такие уж чудеса!.. И тем не менее!.. Если так будет продолжаться — а нужно, чтобы продолжалось именно так,— многого можно ожидать от ансамбля, где основной кажется обязанность прежде всего любить музыку.

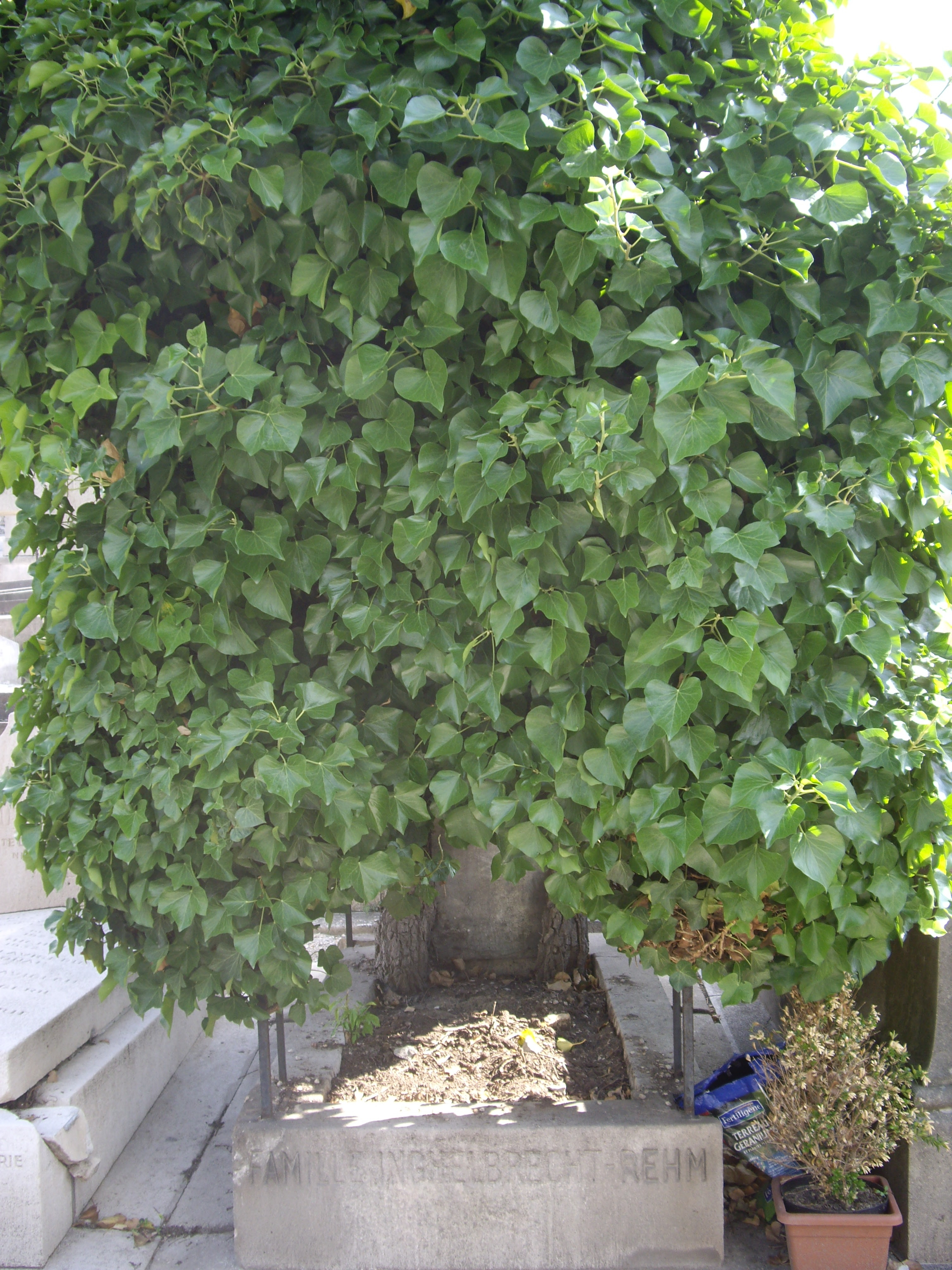
Могила композитора на парижском кладбище Сен-Венсан

В 1919 году осуществил посмертную премьеру балета Дебюсси «Ящик с игрушками», оркестрованного Андре Капле. После Второй мировой войны осуществил с Национальным оркестром Французского радио ставшие классическими ряд записей основных партитур Дебюсси.
В 1934 году основал Национальный оркестр Французского радио (совр. Национальный оркестр Франции), руководителем которого был до 1944 года. В 1945—1950 гг. был музыкальным руководителем «Гранд-Опера».
Как композитор работал в различных жанрах академической музыки. В своём симфоническом творчестве находился в основном под влиянием Дебюсси и Равеля. Автор музыки к нескольким кинофильмам. Автор ряда музыковедческих книг и статей (в том числе несколько в соавторстве со своей женой Жерменой Перрен), в которых нашли отражение его многочисленные музыкальные впечатления, воспоминания и многолетняя дирижёрская практика.
Был женат несколько раз, в том числе на известной шведской танцовщице Карине Ари. Умер в Париже 14 февраля 1965 года, похоронен на кладбище Сен-Венсан.

## Музыкальные сочинения (выборка)

#### Опера
- «Венецианская ночь» (фр. La Nuit vénitienne, 1908) — опера в трёх актах на сюжет пьесы Альфреда де Мюссе
- «Путешествие в мечту» (Voyage dans le bleu, 1947) — оперетта

#### Балеты
- «Эль Греко» (El Greco, 1920)
- «Дьявол на колокольне» (Le Diable dans le beffroi, 1927) — по одноимённой новелле Эдгара По
- «Игра красок» (Jeux de couleurs, 1933)
- «Превращение Евы» (Le metamorphose d’Eve, 1937)
- «Дуб и Липа» (Le Chêne et le Tilleul, 1960—1961) — опера-балет на сюжет басни Жана де Лафонтена. Либретто Жермены Энгельбрехт (Перрен).

#### Оркестровые сочинения
- Симфонический эскиз «Осень» (L’automne, 1905)
- Короткая симфония (Symphonie breve, 1930)
- Симфоническая поэма «Ко дню первого снега в старой Японии» (Pour le jour de la première neige au vieux Japon, 1908)
- Три танцевальные поэмы (3 Poèmes dansés, 1923)

#### Камерные сочинения
- Квинтет для струнных и арфы (1918)
- Малороссийская сюита (Suite petite-russienne, 1908)
- Сонатина для флейты и арфы (1919)
- Экспромт для альта и фортепиано (1920)
- Скрипичная соната (1950)

#### Хоровые сочинения
- Реквием (1941)
- «Маугли» (1946) — для чтеца, солистов, хора и оркестра по рассказам Редьярда Киплинга.